# 雪どけ (小説)
『雪どけ』（ゆきどけ、ロシア語原題: Оттепель）は、ソ連の作家イリヤ・エレンブルクの小説。1954年発表。スターリン死後、ソ連で顕著になった社会の自由化の雰囲気をいち早く反映した作品であったことから、この作品タイトルはそのままソ連史の一時期（主にフルシチョフ時代の初期）をさす言葉（雪どけ）としても用いられるようになった。
中国共産党は同小説を「毒草小説」と罵倒し、スターリン批判を美化するものであるとして、激しく攻撃した。

## 日本語訳
- 泉三太郎訳 新潮社 1955年 一時間文庫
- 小笠原豊樹訳 彰考書院 1956年 のち「世界文学全集」河出書房新社 1965年
- 米川正夫訳 角川文庫 1957年
- 江川卓訳 ロシア文学全集 第15巻（エレンブルグ、ワシレフスカヤ） 修道社 1957年